# 健康の森公園 (山形市)
健康の森公園（けんこうのもりこうえん）は山形県山形市にある総合公園。

## 概要

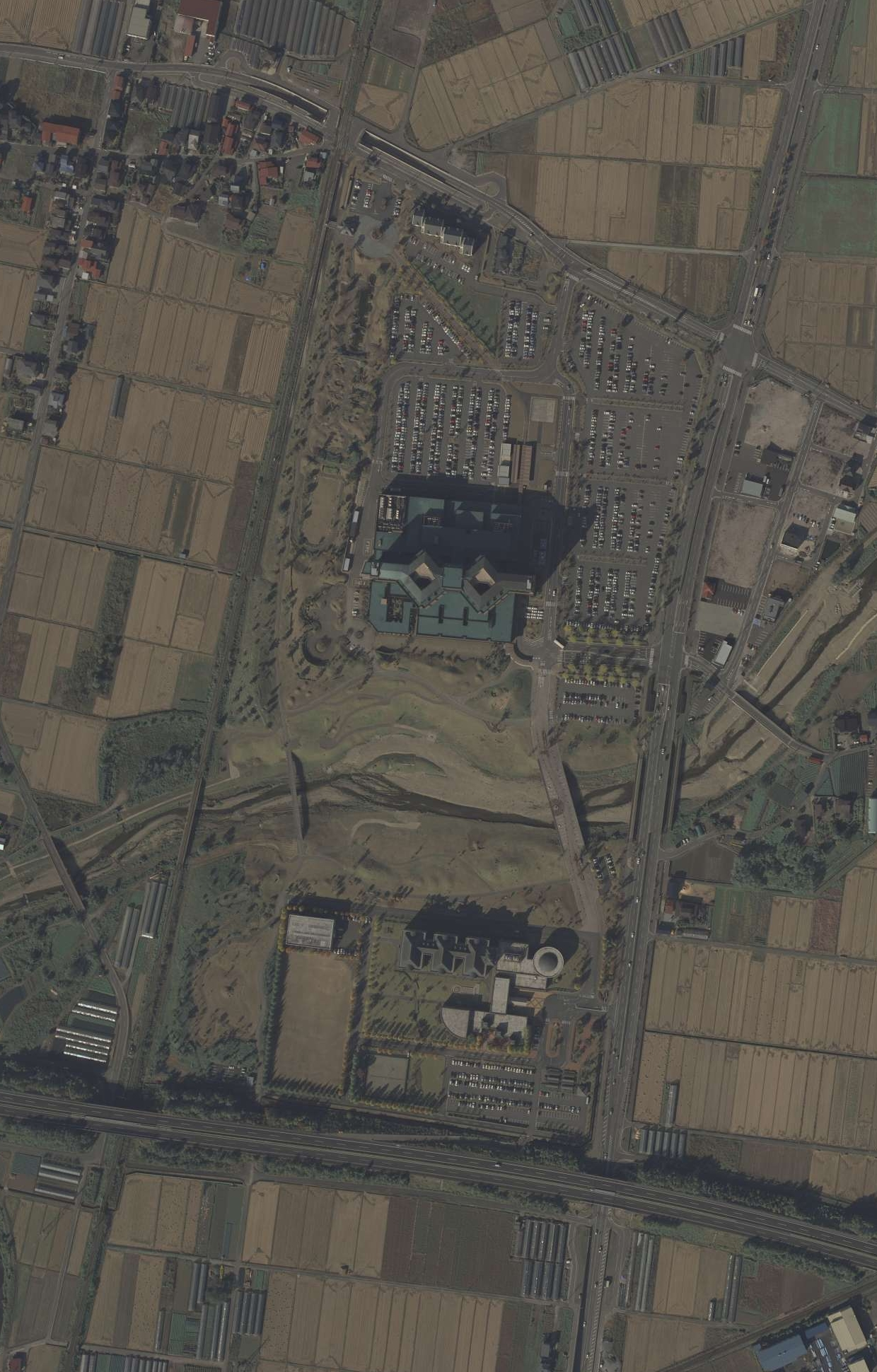
航空写真（2007年撮影）。

山形市北部の青柳地区に位置する山形県立中央病院と山形県立保健医療大学および村山高瀬川を含めた健康の杜ゾーン（全体面積30.6ha）における中核公園として、県が総事業費約46億円を投じ整備。県立中央病院の開院日と同じ日である2001年5月1日に開園した。園内に流れる村山高瀬川両岸に高齢化社会への対応や、心身の健康とリフレッシュへの対応を考慮した健康で快適な緑地空間を整備した。
園内には村山高瀬川に架かる公園のシンボル的な存在の歩道橋である「五春橋」、病院と大学を結ぶ歩道車橋である「百歳橋」、公園と駐車場を結ぶ歩道橋である「風に浮かぶ橋」の3つの橋がある。また園路は、車椅子でも川面に移動できるようにバリアフリーを考慮した。このほか、病院西側には出会いゾーン、病院南側には童子の丘のある語らいのゾーンのほか、大学西側にはいこいのゾーン、大学北側にはやすらぎのゾーンを、それぞれテーマに沿って整備した。
公園の北西に南出羽駅があり、すぐ園内に入る事ができる。駐車場は園内に3ヶ所ある。

## 周辺
- 山形ビッグウイング
- 山形流通団地

## 画像
- 南出羽駅付近の出入口
- やすらぎのゾーン
- 五春橋